# 拉姆卢兹
拉姆卢兹（法語：Lamelouze，法語發音：[lamluz]）是法国加尔省的一个市镇，位于该省北部偏西，属于阿莱斯区。

## 地理
拉姆卢兹（44°11'38"N, 3°57'50"E）面积8.83 平方千米，位于法国奧克西塔尼大區加尔省，该省份为法国南部沿海省份，南端濒地中海，北起顺时针与阿尔代什省、沃克吕兹省、罗讷河口省、埃罗省、阿韦龙省和洛泽尔省接壤。
与拉姆卢兹接壤的市镇（或旧市镇、城区）包括：布拉努-莱塔亚德、莱萨勒迪加尔东、苏斯泰勒、勒科莱德代兹、圣马丹德布博。

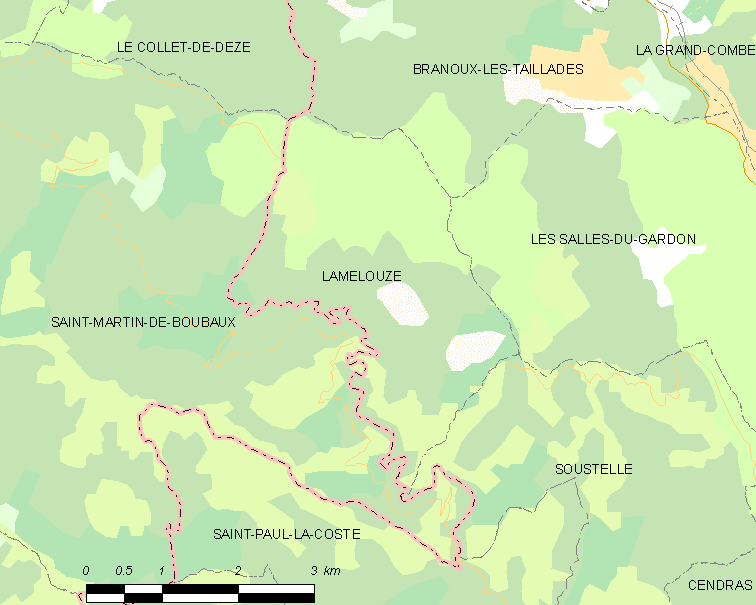
拉姆卢兹的OSM定位图

拉姆卢兹的时区为UTC+01:00、UTC+02:00（夏令时）。

## 行政
拉姆卢兹的邮政编码为30110，INSEE市镇编码为30137。

## 政治
拉姆卢兹所属的省级选区为拉格朗孔布县。

## 人口

1962-2008年间拉姆卢兹人口变化图示

拉姆卢兹于2022年1月1日时的人口数量为138人。